# Saint-Cricq-Villeneuve
Pour les articles homonymes, voir Saint-Cricq.
 (février 2016).
Si vous disposez d'ouvrages ou d'articles de référence ou si vous connaissez des sites web de qualité traitant du thème abordé ici, merci de compléter l'article en donnant les références utiles à sa vérifiabilité et en les liant à la section « Notes et références ».
 (février 2016).
Saint-Cricq-Villeneuve est une commune du Sud-Ouest de la France, située dans le département des Landes dans la région Nouvelle-Aquitaine.

## Géographie

### Localisation

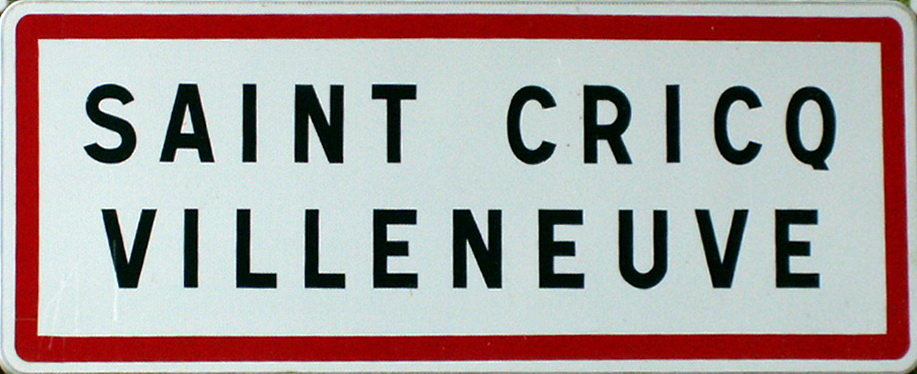
Panneau routier indiquant le village de Saint-Cricq-Villeneuve.

Situé à une dizaine de kilomètres de Mont-de-Marsan, la préfecture des Landes, le village fait partie intégrante de son aire d'attraction. Ses habitants sont appelés Saint-Cricquois, Saint-Cricquoises.
En 2019, le village comptait 474 habitants.
Les plus anciennes traces de peuplement sur le territoire communal remontent au néolithique, s'y sont ensuite succédé différents peuples comme les celte-ibères, gallo-romains, wisigoths et vascons.

### Communes limitrophes
Les communes limitrophes sont Bougue, Gaillères, Pujo-le-Plan, Sainte-Foy et Villeneuve-de-Marsan.
| Gaillères | Sainte-Foy             |                      |
| Bougue    | Saint-Cricq-Villeneuve | Villeneuve-de-Marsan |
|           | Pujo-le-Plan           |                      |

### Végétation et relief
La commune de Saint-Cricq Villeneuve occupe une superficie de 1 576 ha dont les deux tiers sont occupés par de la forêt dont les essences principales sont le pin maritime et le chêne. Le reste se compose de terres arables et d'habitations isolées ou en quartiers. Le bourg est situé sur la rive gauche du Midou. L'altitude moyenne est de 75 mètres.

### Hydrographie
Le Midou, affluent de la Midouze, traverse la commune entre Villeneuve-de-Marsan et Bougue. Le ruisseau de Baure, prolongement de celui du Moulin de Pouydesseaux, devient ruisseau du Moulin Neuf, affluent droit de la Midouze dans le bassin versant de l'Adour, il traverse le territoire de la commune.
Plusieurs étangs servent de déversoirs au ruisseau de Baure-Moulin Neuf, ce sont les étangs de Baure, de Supa et de Crum.

### Climat
Pour des articles plus généraux, voir Climat de la Nouvelle-Aquitaine et Climat des Landes.
Historiquement, la commune est exposée à un climat océanique aquitain.
En 2020, Météo-France publie une typologie des climats de la France métropolitaine dans laquelle la commune est exposée à un climat océanique et est dans la région climatique  Aquitaine, Gascogne, caractérisée par une pluviométrie abondante au printemps, modérée en automne, un faible ensoleillement au printemps, un été chaud (19,5 °C), des vents faibles, des brouillards fréquents en automne et en hiver et des orages fréquents en été (15 à 20 jours).
Pour la période 1971-2000, la température annuelle moyenne est de 13 °C, avec une amplitude thermique annuelle de 14,6 °C. Le cumul annuel moyen de précipitations est de 1 003 mm, avec 11,6 jours de précipitations en janvier et 7,2 jours en juillet. Pour la période 1991-2020, la température moyenne annuelle observée sur la station météorologique la plus proche, située sur la commune de Mont-de-Marsan à 12 km à vol d'oiseau, est de 13,8 °C et le cumul annuel moyen de précipitations est de 918,1 mm,. Pour l'avenir, les paramètres climatiques de la commune estimés pour 2050 selon différents scénarios d’émission de gaz à effet de serre sont consultables sur un site dédié publié par Météo-France en novembre 2022.

## Urbanisme

### Typologie
Au 1er janvier 2024, Saint-Cricq-Villeneuve est catégorisée commune rurale à habitat dispersé, selon la nouvelle grille communale de densité à sept niveaux définie par l'Insee en 2022.
Elle est située hors unité urbaine. Par ailleurs la commune fait partie de l'aire d'attraction de Mont-de-Marsan, dont elle est une commune de la couronne,. Cette aire, qui regroupe 101 communes, est catégorisée dans les aires de 50 000 à moins de 200 000 habitants,.

### Occupation des sols

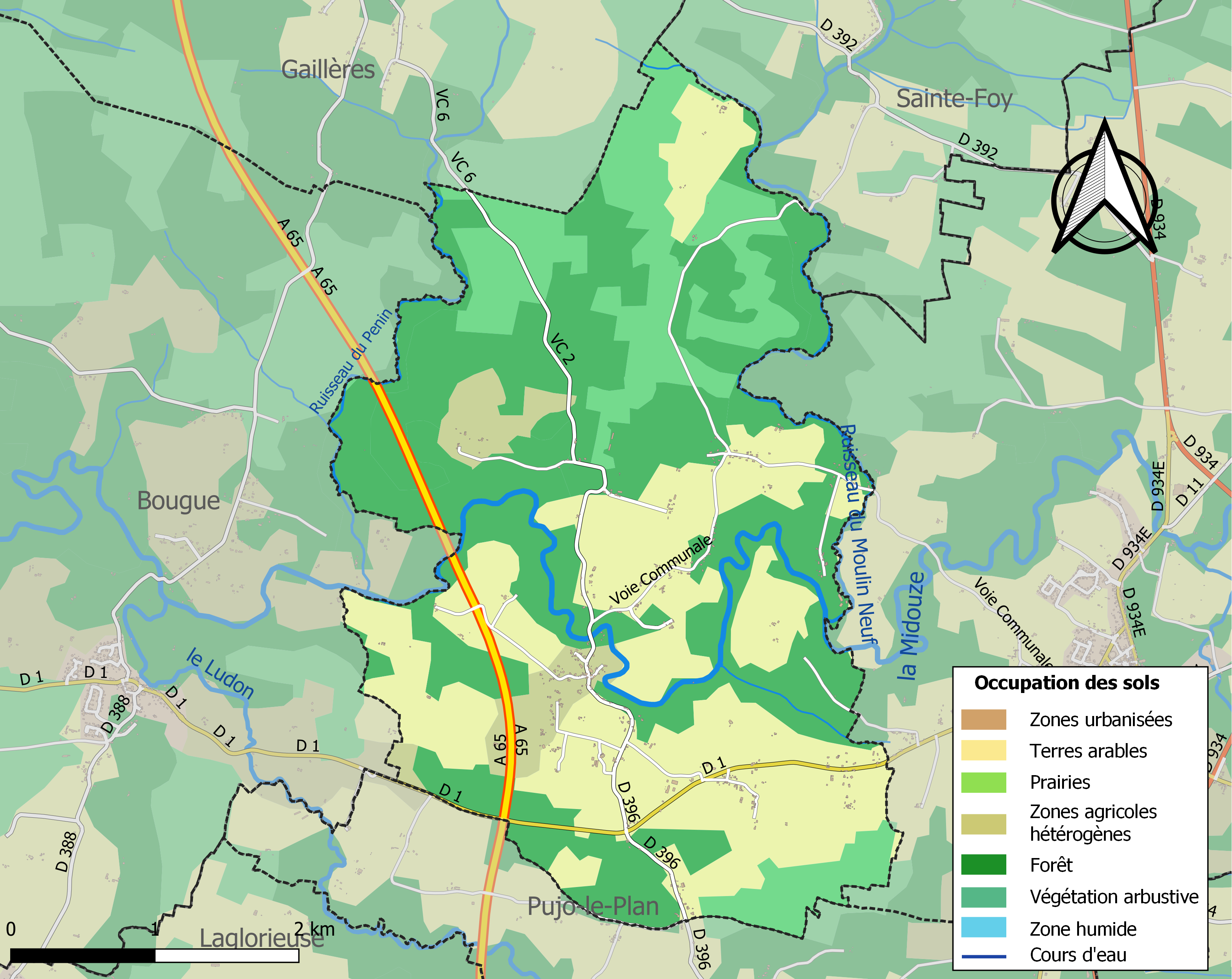
Carte des infrastructures et de l'occupation des sols de la commune en 2018 (CLC).

L'occupation des sols de la commune, telle qu'elle ressort de la base de données européenne d’occupation biophysique des sols Corine Land Cover (CLC), est marquée par l'importance des forêts et milieux semi-naturels (60,1 % en 2018), en diminution par rapport à 1990 (61,5 %). La répartition détaillée en 2018 est la suivante : forêts (44 %), terres arables (34,9 %), milieux à végétation arbustive et/ou herbacée (16,1 %), zones agricoles hétérogènes (5 %). L'évolution de l’occupation des sols de la commune et de ses infrastructures peut être observée sur les différentes représentations cartographiques du territoire : la carte de Cassini (XVIIIe siècle), la carte d'état-major (1820-1866) et les cartes ou photos aériennes de l'IGN pour la période actuelle (1950 à aujourd'hui).

### Voies de communication et transports
Le village est traversé par l'autoroute A65 à l'ouest, ainsi que les routes départementales D 1 (est-ouest) et D 396 (nord-sud).

#### Voies
| 39 odonymes recensés à Saint-Cricq-Villeneuve au 21 janvier 2014 | 39 odonymes recensés à Saint-Cricq-Villeneuve au 21 janvier 2014 | 39 odonymes recensés à Saint-Cricq-Villeneuve au 21 janvier 2014 | 39 odonymes recensés à Saint-Cricq-Villeneuve au 21 janvier 2014 | 39 odonymes recensés à Saint-Cricq-Villeneuve au 21 janvier 2014 | 39 odonymes recensés à Saint-Cricq-Villeneuve au 21 janvier 2014 | 39 odonymes recensés à Saint-Cricq-Villeneuve au 21 janvier 2014 | 39 odonymes recensés à Saint-Cricq-Villeneuve au 21 janvier 2014 | 39 odonymes recensés à Saint-Cricq-Villeneuve au 21 janvier 2014 | 39 odonymes recensés à Saint-Cricq-Villeneuve au 21 janvier 2014 | 39 odonymes recensés à Saint-Cricq-Villeneuve au 21 janvier 2014 | 39 odonymes recensés à Saint-Cricq-Villeneuve au 21 janvier 2014 | 39 odonymes recensés à Saint-Cricq-Villeneuve au 21 janvier 2014 | 39 odonymes recensés à Saint-Cricq-Villeneuve au 21 janvier 2014 | 39 odonymes recensés à Saint-Cricq-Villeneuve au 21 janvier 2014 | 39 odonymes recensés à Saint-Cricq-Villeneuve au 21 janvier 2014 |
| Allée                                                            | Avenue                                                           | Bld                                                              | Chemin                                                           | Clos                                                             | Impasse                                                          | Montée                                                           | Passage                                                          | Place                                                            | Pont                                                             | Route                                                            | Rue                                                              | Square                                                           | Villa                                                            | Autres                                                           | Total                                                            |
| ---------------------------------------------------------------- | ---------------------------------------------------------------- | ---------------------------------------------------------------- | ---------------------------------------------------------------- | ---------------------------------------------------------------- | ---------------------------------------------------------------- | ---------------------------------------------------------------- | ---------------------------------------------------------------- | ---------------------------------------------------------------- | ---------------------------------------------------------------- | ---------------------------------------------------------------- | ---------------------------------------------------------------- | ---------------------------------------------------------------- | ---------------------------------------------------------------- | ---------------------------------------------------------------- | ---------------------------------------------------------------- |
| 2                                                                | 0                                                                | 0                                                                | 15                                                               | 0                                                                | 1                                                                | 0                                                                | 0                                                                | 0                                                                | 0                                                                | 14                                                               | 3                                                                | 0                                                                | 0                                                                | 4                                                                | 39                                                               |
| Notes « N »                                                      | Notes « N »                                                      | 1. 2. 3. 4.                                                      | 1. 2. 3. 4.                                                      | 1. 2. 3. 4.                                                      | 1. 2. 3. 4.                                                      | 1. 2. 3. 4.                                                      | 1. 2. 3. 4.                                                      | 1. 2. 3. 4.                                                      | 1. 2. 3. 4.                                                      | 1. 2. 3. 4.                                                      | 1. 2. 3. 4.                                                      | 1. 2. 3. 4.                                                      | 1. 2. 3. 4.                                                      | 1. 2. 3. 4.                                                      | 1. 2. 3. 4.                                                      |
| Sources : rue-ville.info & OpenStreetMap                         |                                                                  |                                                                  |                                                                  |                                                                  |                                                                  |                                                                  |                                                                  |                                                                  |                                                                  |                                                                  |                                                                  |                                                                  |                                                                  |                                                                  |                                                                  |

### Risques majeurs
Le territoire de la commune de Saint-Cricq-Villeneuve est vulnérable à différents aléas naturels : météorologiques (tempête, orage, neige, grand froid, canicule ou sécheresse), inondations, feux de forêts, mouvements de terrains et séisme (sismicité très faible). Un site publié par le BRGM permet d'évaluer simplement et rapidement les risques d'un bien localisé soit par son adresse, soit par le numéro de sa parcelle.
Certaines parties du territoire communal sont susceptibles d’être affectées par le risque d’inondation par débordement de cours d'eau, notamment la Midouze et le ruisseau du Moulin Neuf. La commune a été reconnue en état de catastrophe naturelle au titre des dommages causés par les inondations et coulées de boue survenues en 1999 et 2009,.
Saint-Cricq-Villeneuve est exposée au risque de feux de forêt. Depuis le 20 avril 2016, les départements de la Gironde, des Landes et de Lot-et-Garonne disposent d’un règlement interdépartemental de protection de la forêt contre les incendies. Ce règlement vise à mieux prévenir les incendies de forêt, à faciliter les interventions des services et à limiter les conséquences, que ce soit par le débroussaillement, ou la réglementation des activités en forêt. Il définit en particulier cinq niveaux de vigilance croissants auxquels sont associées différentes mesures,.
Les mouvements de terrains susceptibles de se produire sur la commune sont des tassements différentiels.

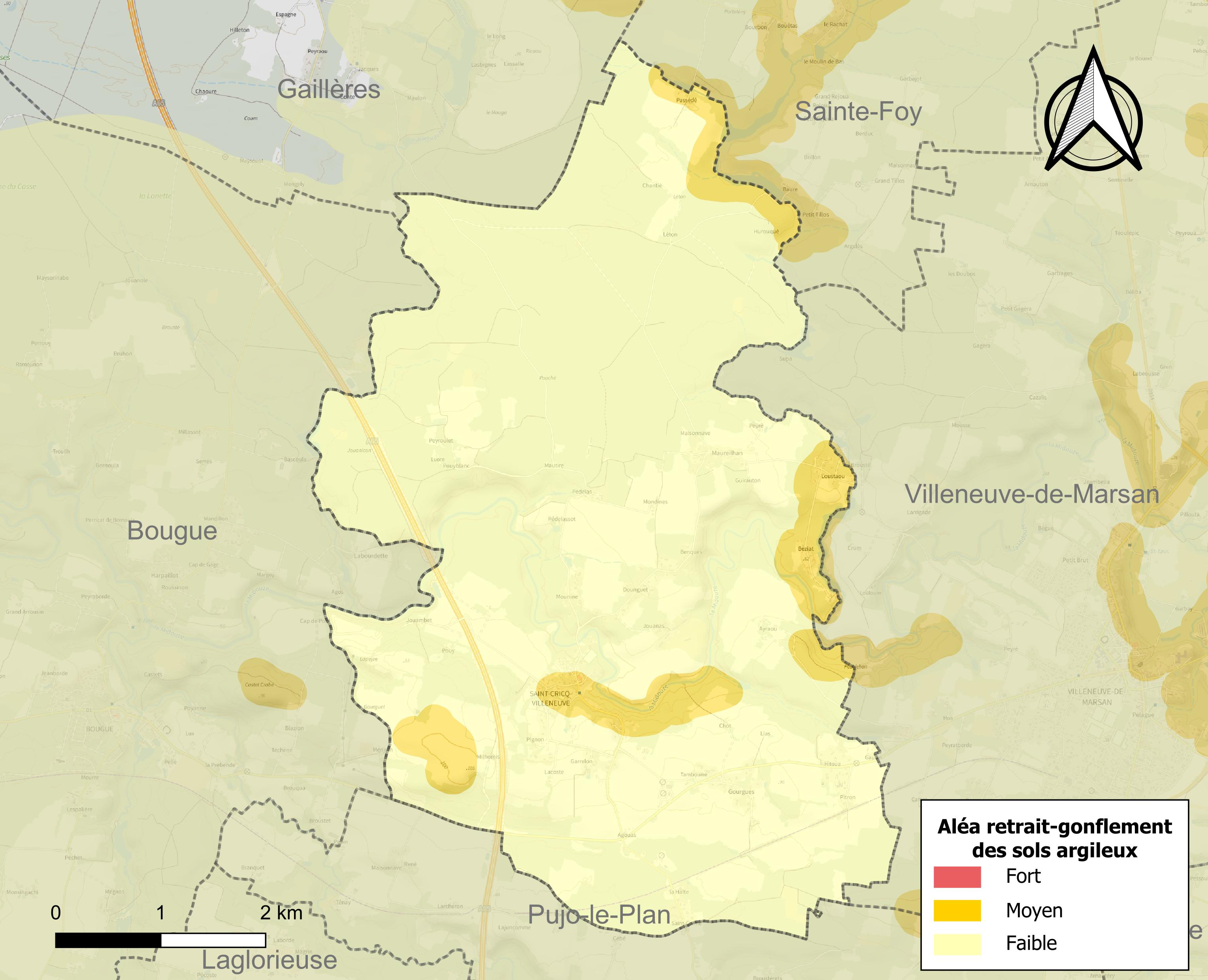
Carte des zones d'aléa retrait-gonflement des sols argileux de Saint-Cricq-Villeneuve.

Le retrait-gonflement des sols argileux est susceptible d'engendrer des dommages importants aux bâtiments en cas d’alternance de périodes de sécheresse et de pluie. 8,9 % de la superficie communale est en aléa moyen ou fort (19,2 % au niveau départemental et 48,5 % au niveau national). Sur les 213 bâtiments dénombrés sur la commune en 2019, 42 sont en aléa moyen ou fort, soit 20 %, à comparer aux 17 % au niveau départemental et 54 % au niveau national. Une cartographie de l'exposition du territoire national au retrait gonflement des sols argileux est disponible sur le site du BRGM,.
Concernant les mouvements de terrains, la commune a été reconnue en état de catastrophe naturelle au titre des dommages causés par des mouvements de terrain en 1999.

## Toponymie
Le nom de Saint-Cricq-Villeneuve vient de Saint Quirique ou Cyrique (Κύρικος) en grec, Quiricus en latin (à ne pas confondre avec saint Cyriaque (Κυριάκος en grec) qui est un martyr romain). Du nom du jeune enfant-martyr de la foi qui a subi le supplice à l'âge de 3 ans avec sa mère sainte Julitte (Juliette), à Tarse de Cilicie en l'an 296, sous le règne de Dioclétien,. Il fut l’un des plus jeunes martyrs de la chrétienté, Cyr de tarse.
À travers les époques, Saint-Cricq-Villeneuve s’est appelé : Saint-Cricq de Marsan, Saint-Cricq de Maureillan (lhan), puis Saint-Cricq-Villeneuve, son nom définitif, à la Révolution.
Plus de 50 communes de France ont pour nom une variante de Saint Cricq (Saint-Cyr, Saint-Sergue, Saint-Circq...).
Les habitants de Saint-Cricq-Villeneuve s’appellent les Saint-Cricquoises et les Saint-Cricquois ; en gascon, Saint-Cricq se dit : Sent Cric.

## Histoire

### Préhistoire
- Si vous ne connaissez pas le sujet, laissez ce bandeau (vous pouvez alors contacter les auteurs).
- Si vous supprimez le contenu mis en cause (vous pouvez préalablement contacter les auteurs),

argumentez précisément cette suppression dans la page de discussion
(un manque de référence n'est pas un argument ; une recherche réelle de référence doit avoir été effectuée, être formellement documentée).
Saint-Cricq-Villeneuve, bien que plus ancien, fait partie des pays du Marsan et son histoire lui est entièrement liée. En effet, les premières traces de passage dans cette région ont marqué son sol dès la préhistoire, puisqu'on trouve des traces de présence humaine le long du Midou et de la Midouze avant l'entrée de l'homo-sapiens dans l'Histoire.
Sur la commune, près de la ferme Milhomis, un gros biface a été trouvé. Non loin de là, sur le site de Menjuin (derrière la carrière), on[Qui ?] a aussi trouvé des outils bifaces, lames de silex et nucléus qui ont été rattachés à l'époque du Moustérien au paléolithique, une période où homme de Neandertal et Homo sapiens sapiens se sont côtoyés. Cependant, la nature des sols n’a guère permis de trouver plus de traces de ces temps anciens. Des traces plus importantes sur le plateau de Castets, ont été trouvées[Par qui ?], tels que des fragments de céramiques par exemple.
Des sondages effectués par Philippe Gardes ont amené la certitude de la présence d'un habitat en terre et en bois entre le IXe siècle et le VIe siècle avant notre ère, signalant la présence de peuplades d'origines celtes et ibères, dans les Landes. Les traces de leur passage ont été relevées marquant le sol de leur empreinte. La villa gallo-romaine de Saint-Cricq fut un temps célèbre grâce à sa taille et surtout ses mosaïques avant de tomber dans l'oubli.

### Antiquité
Saint-Cricq-Villeneuve, en ce temps-là, faisait partie du pays Tarusate dont Atura (Aire-sur-l'Adour) était le chef-lieu.
En 56 av. J.-C., les Romains ont entrepris la conquête de l'Aquitaine par l'intermédiaire du lieutenant de Jules César, Crassus, pour y établir la « pax romana ».
Deux batailles eurent lieu dans la région avant que les peuples aquitains ne se rendent. Si les spécialistes ne sont pas certains du lieu de la seconde et dernière bataille, le Dr L. Sorbets évoque la possibilité qu’elle ait eu lieu dans « un triangle Cazaubon - Roquefort – Saint Cricq de Marsan » et en justifie les raisons dans un bulletin de la société de Borda de 1886 p. 40. Au IIIe siècle après J.-C., la province s’appelle Novempopulanie ou Aquitanianovempopulana (Aquitaine des Neuf Peuples). C’est le nom donné par l'administration impériale à la partie sud de l'Aquitaine antique.

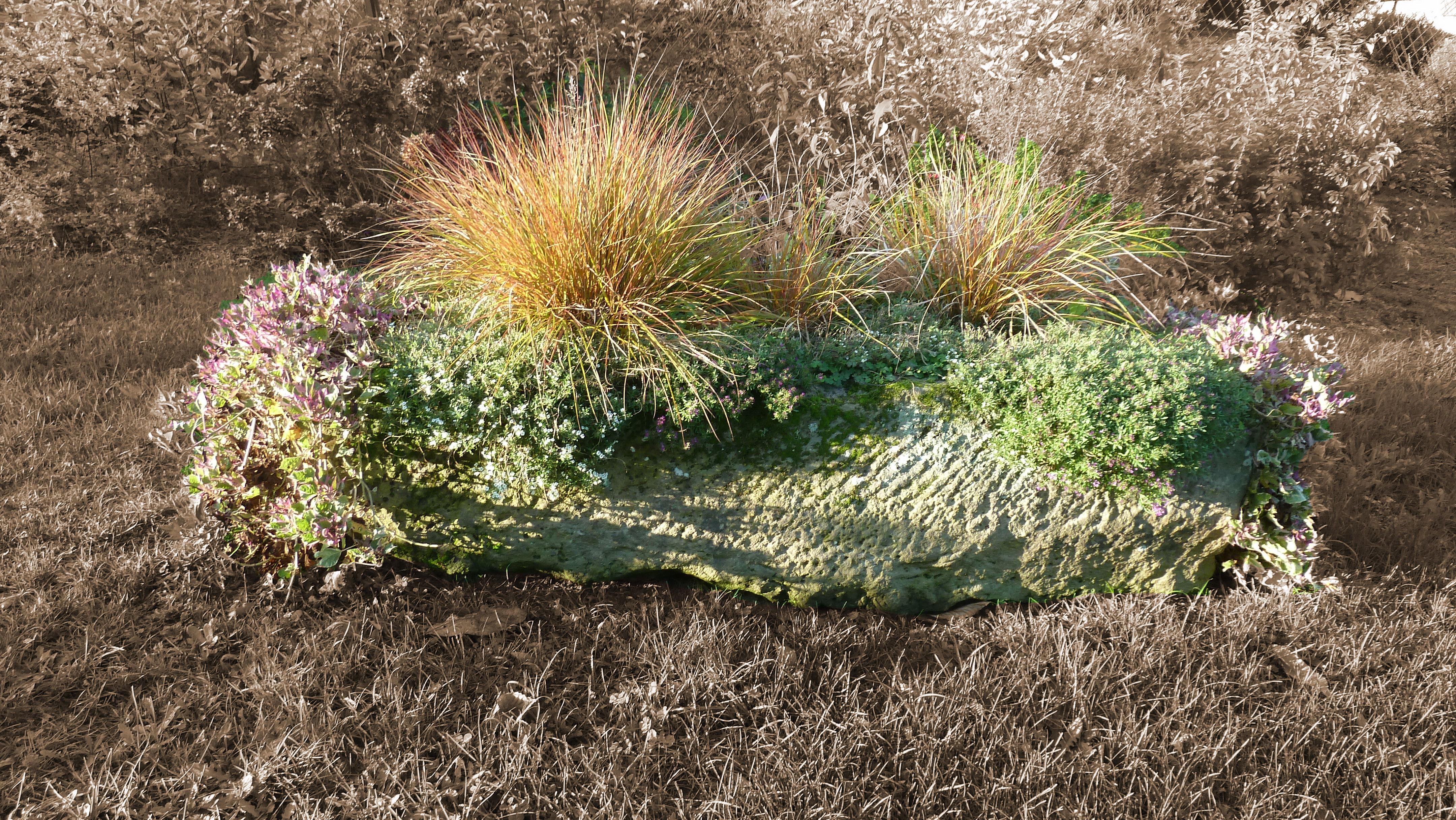
Le sarcophage Wisigoth retrouvé à Saint-Cricq-Villeneuve dans sa nouvelle fonction.

Elle est une province romaine du diocèse de Vienne, de la préfecture des Gaules. Chaque peuple a son propre territoire appelé « Civitas ». Celui des Tarusates devenus Aturenses englobe Tursan, pays de Marsan et une partie de la Chalosse. Ce sont les limites qui seront reprises plus tard par l'évêché d’Aire (vers 506). On les retrouve sur la carte de l'Evesché d'Aire de 1619 tracée par le sieur Pierre de Val /Source gallica.bnf.fr / Bibliothèque nationale de France. Le chef-lieu Atura est devenu Vicus Julii.
Sur l'emplacement actuel du village de Saint-Cricq, au IVe siècle, était construite une importante villa gallo-romaine qui fut un temps célèbre de par sa taille et ses mosaïques avant d'être détruite vers le VIIIe siècle, puis tomber dans l'oubli. Les vestiges seront découverts en 1868, par le propriétaire des parcelles, près du centre-bourg. D’aucuns ont voulu y voir la résidence du fameux rhéteur Arborius, qui s’était retiré dans la région.

### Moyen Âge
Un sarcophage retrouvé sur la commune atteste la présence de Wisigoths au Ve ou au VIe siècle. Les Wisigoths eurent un royaume dans la région entre 418 et 507. Leur capitale était Toulouse et leur résidence royale était implantée à Aire.
À côté de la villa de Saint-Cricq-Villeneuve, se trouvait un vaste champ appelé Placeyts qui tirerait son nom des anciens placitas et désignerait un lieu où se tenaient des Plaids (en latin placitum), sortes d’assemblées qui à l’époque franque permettaient à un souverain ou son représentant de prendre conseil auprès de ses vassaux sur les affaires de son état ou de son domaine,. Les seuls plaids de ces contrées ont eu pour objet d'opposer une barrière à l'envahissement des Vascons. Mais, rien ne put arrêter leur marche. Les plus grands plaids, tenus probablement en deçà de la Garonne, dont nous puissions marquer la date et le but précis, sont ceux de l'an 812. C'était sous le règne de Louis-le-Débonnaire qui, au sortir d'une expédition faite en Espagne, dans cette assemblée, obtint d'aller attaquer les Basques si les plus insoumis d'entre eux ne venaient pas le trouver à Dax,.
Un autre quartier de Saint-Cricq porte la marque de ce passé guerrier, celui du quartier de Bataille où de nombreux peuples se sont confrontés dans cette vallée.
Il est à noter que[style à revoir] la période en question était incertaine du fait de raids germaniques et de l’insécurité liée aux bandes de brigands écumant la région.

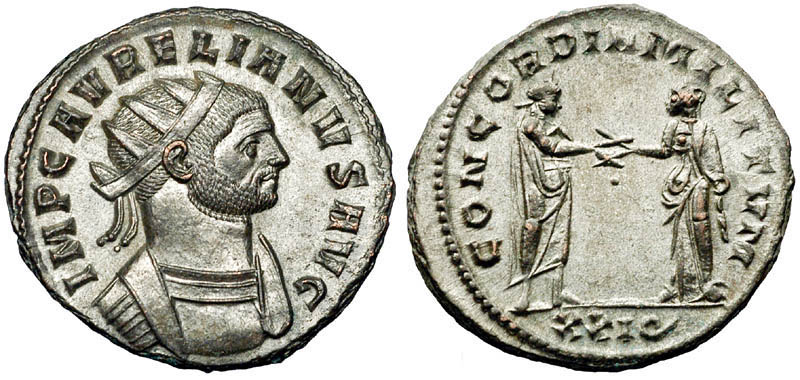
Monnaie de type antoninien représentant l'empereur Aurélien.

Au début du IVe siècle, des hordes germaniques envahirent l’Aquitaine et Saint-Jérôme témoigne des destructions qu'ils y accomplirent. Les Wisigoths furent chassés par les Francs en 506, ceux-ci dès lors dominèrent l’Aquitaine. Mais, vers 587, les Vascons l’envahirent, puis constituèrent un duché quasi-autonome dans la région et furent reconnus de fait par les Carolingiens. Pendant six siècles, ils furent présents et forgèrent « les bases de l’identité Gasconne ».
La paroisse de Saint-Cricq-Villeneuve est apparue au VIe siècle. Elle fut formée à partir du domaine antique et de ses vastes territoires rattachés, puis elle se fragmenta vers le IXe siècle en d’autres paroisses dont Bougue et Sainte-Foy sont issues.
Au Moyen Âge, sur le territoire de la paroisse de Saint-Cricq, étaient implantées deux seigneuries, celle de Maureilhan et celle d’Agos. Plusieurs familles nobles y avaient leur demeure comme le château d'Agos où une commanderie de l'ordre des chevaliers de Saint-Jean y était installée ainsi que la maison noble de Maureilhan.
Elles eurent, à l'occasion, le même seigneur. La première, était vraisemblablement positionnée à l'emplacement du quartier éponyme, l’autre, la seigneurie d’Agos, se trouvait à l’ouest du village de Saint-Cricq, en bordure du Midou. Elle possédait un château, aujourd’hui ruiné, et un moulin. Cependant, d’autres maisons nobles possédaient des fiefs sur le territoire communal. À cette époque, sur le plan politique, Saint-Cricq faisait partie de l’une des « bastilles » du Marsan, celle de Villeneuve, qui comprenait trois paroisses avec Villeneuve et Saint-Médard-de-Meignos.
La justice était rendue par la « cour del sers », cour de justice de la vicomté de Marsan dont le siège se trouvait à Bascons. À une époque plus tardive, un siège de juridiction secondaire sera installé à Villeneuve. À la tête du tribunal, se trouvaient un sénéchal, des lieutenants (général –particulier – criminel - de police), un procureur du roi, greffiers et assesseurs. Les peines infligées par la sénéchaussée pouvaient aller du bannissement à la pendaison en passant par les verges et les galères avec marques au fer rouge.
Sur le plan ecclésiastique, Saint-Cricq dépendait de l'archiprêtré du Plan, dépendant de l’archidiaconé du Marsan, une subdivision de l’évêché d’Aire. Et, ce jusqu’à la Révolution (concordat). Une commanderie, Saint-Jean d'Angenès, qui appartenait aux chevaliers de Saint-Jean, avec un hôpital et une chapelle, était présente sur le territoire de la paroisse.

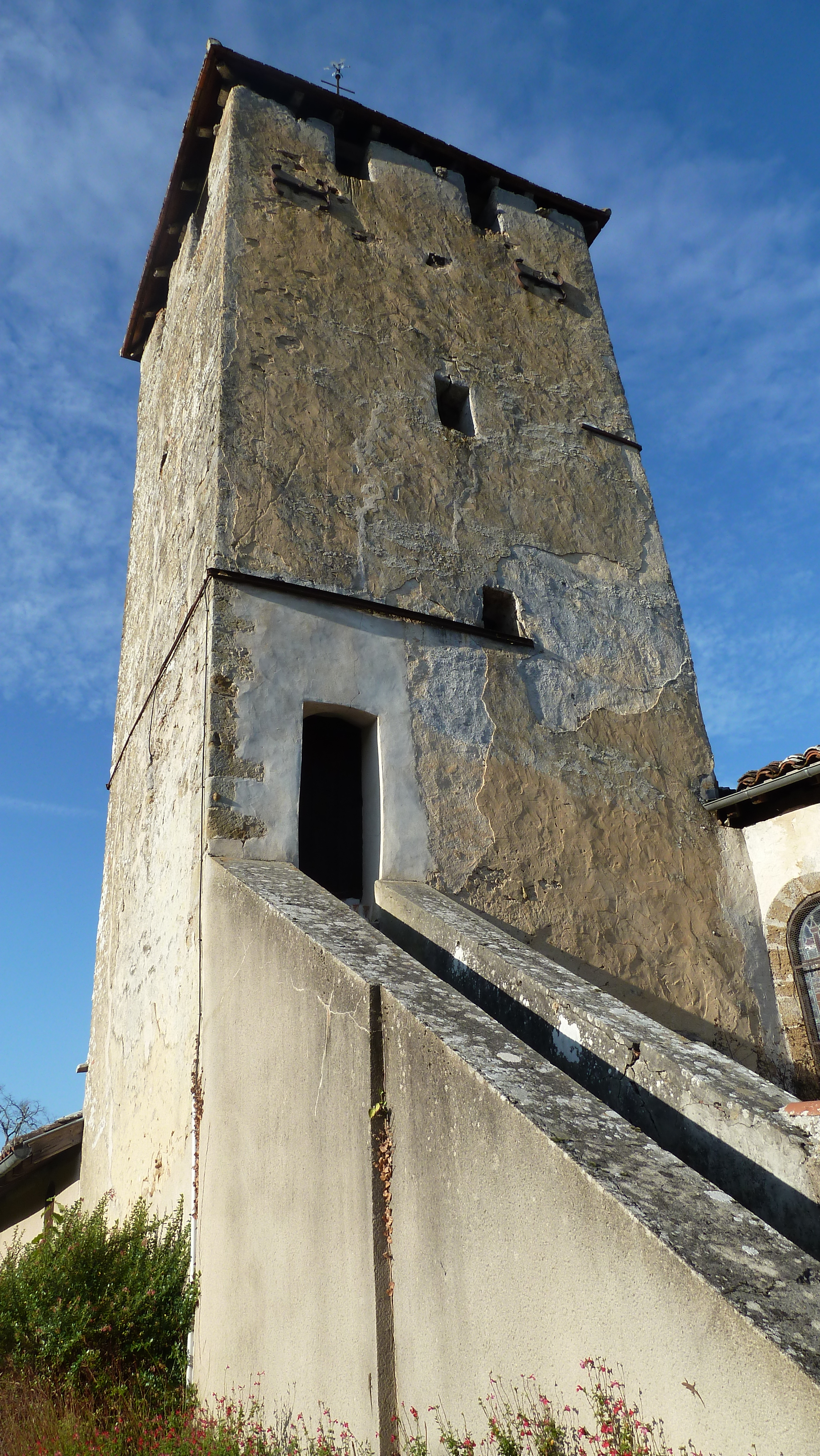
Vue du Donjon de l'église de Saint-Cricq-Villeneuve et de son escalier.

Au XIIIe siècle, on trouve un recensement de la seigneurie de Maureilhan dans des actes administratifs destinés au roi d’Angleterre : « affarium de Morelhan in par Sancti Quirici Marciani »; dans ce même document, on apprend que le chevalier Arnaud Loup de la Boquère, Arnaud Seguin d’Estanget Pierre de Bedeyssans possède des fiefs dans la paroisse de Saint-Cricq de Marsan et a « rendu foi et hommage » le 22 octobre 1273. Vers 1680, une carte du Marsan fait apparaître Saint-Cricq comme appartenant aux domaines royaux engagés,. En 1681, Garbage sur la commune de Saint-Cricq apparaît dans un texte comme étant un fief qui, après avoir appartenu au seigneur de La Porte, est dénombré au profit de François de Lassalle, alors coseigneur de Roquefort.

#### Quartier Agos

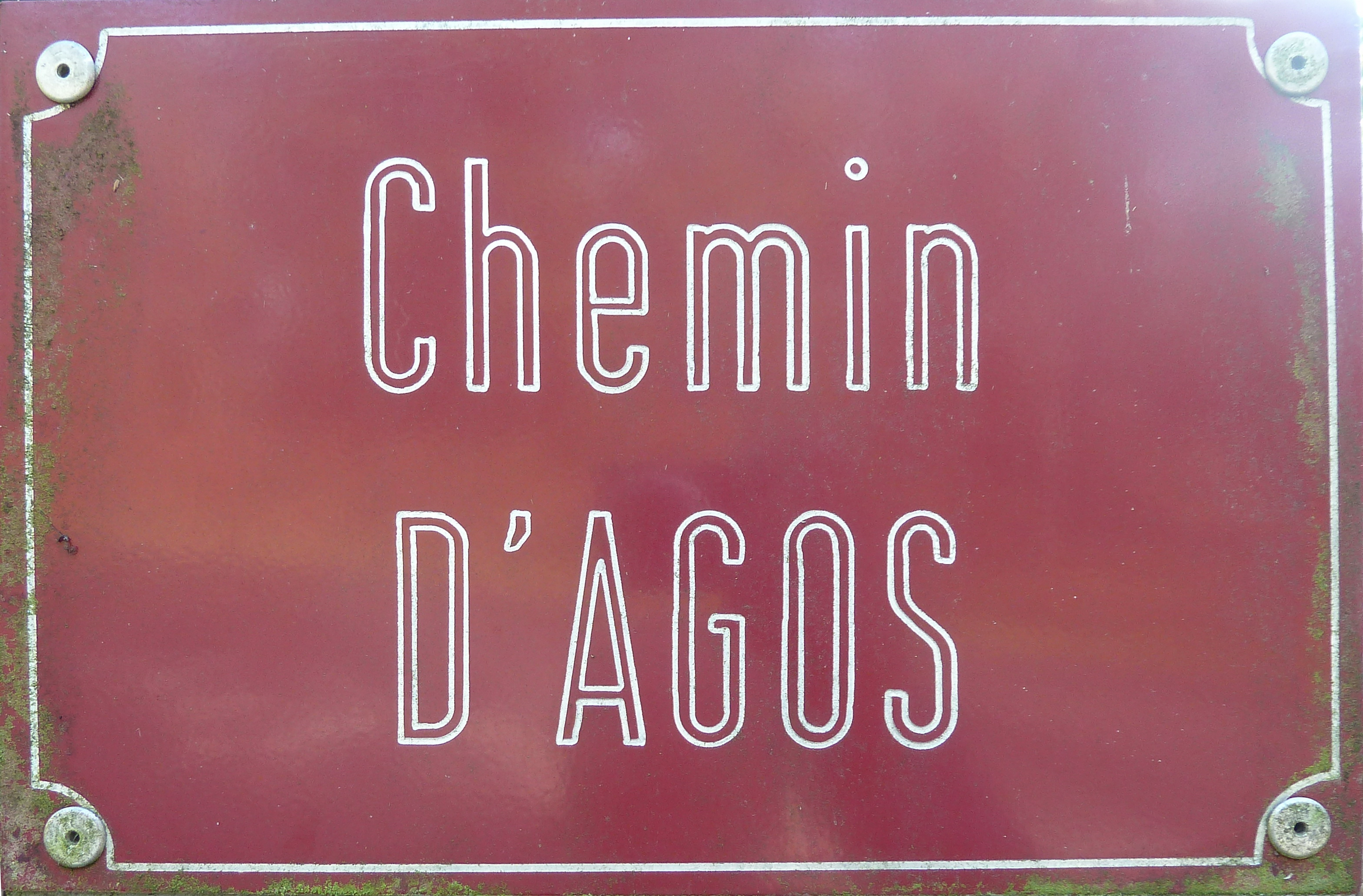
Panneau indiquant le chemin d'Agos.

Agos est un quartier en périphérie-Ouest du bourg de Saint-Cricq qui était rattaché à Saint-Cricq-Villeneuve sous l’ancien régime. Le château dominait la rive droite du Midou en face de la motte féodale de Castet Crabe. Il n’en subsiste que des ruines et un moulin situé dans un vallon voisin en bas d’un petit étang. Agos eut aussi une église aujourd’hui disparue. Il était aisé de se rendre d’Agos à Saint-Cricq par un pont de bois traversant le Midou suivant un trajet plat et rectiligne d’une demi-lieue. La Seigneurie apparaît dans des textes de 1279 où est cité Arnaud–Loup de la Broquère, Chevalier et seigneur d'Agos et de ses dépendances lors d’une convocation devant la cour del sers où il doit, entre autres, fournir des soldats à la vicomté de Marsan.
Au XIVe siècle, on y retrouve la famille de Laminsans. Les Laminsans sont attachés aux familles de Béarn et de Foix, mais également à la famille d’Albret. Au gré des mariages, on retrouve ainsi des alliances avec les familles de Marsan, Toujouse, Armagnac, Navailles, les comtes de Comminges... Certains Laminsans furent barons d’Auros en Bazadais, ce qui ne manque pas de prêter à confusion avec Agos en Marsan. Le seigneur Lubat de Laminsans, seigneur de Castandet, fut cofondateur de Saint-Gein en 1284. Ses fils Arnaud et Jean sont à l'origine des deux branches familiales dont l’aînée fut celle des seigneurs de Castandet et l’autre des seigneurs d’Agos. Au XVIIe siècle, Agos devient une baronnie.
Ainsi, on trouve sur 500 ans à Agos : Jean de Laminsans, env. 1300-1346, seigneur du Mirailh, Guicharnaud de Laminsans, env. 1330-1392, seigneur d'Agos et du Mirailh, Martin de Laminsans, env. 1385-1441, seigneur d'Agos, Guicharnaud de Laminsans, env. 1415-1465, seigneur d'Agos, Jean de Laminsans, né vers 1450 - décédé vers 1500, seigneur d'Agos et Saint-Cricq, Lubat de Laminsans, né vers 1515, escuyer, seigneur d'Agos en Marsan. Il est cité dans un texte de 1536 où il prête hommage à Jacques de Foix, lieutenant général de Henri II, roi de Navarre, Jesoboam de Laminsans, né vers 1620, seigneur d'Agos, de Maureilhan, de Breuilhet, Jacques de Laminsans, né vers 1650, seigneur d’Agos, Maureilhan et Breuilhet, dcd sans postérité. En 1681, sur un aveu de dénombrement fait au profit de François de Lassalle, alors co-seigneur de Roquefort, on trouve en sa possession, entre autres, les fiefs issus de la maison de La Porte que sont Agos et Garbage. En 1714, Agos revint aux Lucmau de Classun qui se partagèrent la seigneurie avec les Garrelon avec qui ils étaient alliés, Catherine de Laminsans, sœur de Jacques, s’étant mariée le 28 octobre 1669 avec Jean-Louis Lucmau de Classun. Son fils, Jean-Louis Lucmau de Classun, deuxième du nom, lui succéda jusqu'au 12 avril 1764, date de son décès.
À cette date, Pierre Paul de Larrieu, avocat au parlement, devint seigneur d'Agos par le jeu des successions : sa mère était Marie de Garrelon, sa grand-mère maternelle était une Lucmau de Classun. Son fils aîné, Clair Joseph, fut lieutenant grenadier sous l’empire et vivait encore à Saint Loubouer, en 1848.
Après la Révolution, le quartier d’Agos, qui était rattaché à Saint-Cricq sous l'ancien régime, fut un temps une commune à part entière avant d’être rattaché à la commune voisine de Bougue. Dans les archives départementales des Landes traitant de la commune d'Agos on peut lire qu'elle fait partie de l'arrondissement de Mont-de-Marsan, canton de Mont-de-Marsan, que sa population en 1801 était de 74 habitants. Son dernier maire fut M. Lagüe. Elle fut réunie à Bougue par ordonnance du 11 août 1819.

#### Quartier Maureilhan ou Maureillan

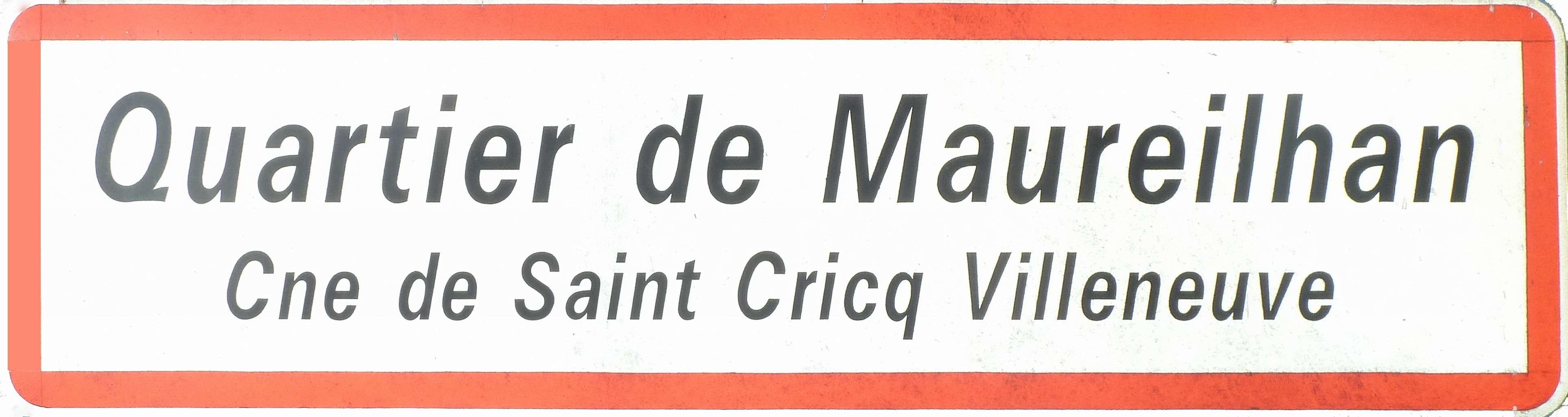
Panneau indicateur du Quartier de Maureilhan.

Sur l’ancienne paroisse de Saint-Cricq de Maureilhan était implantée une « seigneurie de Maureilhan ». C'était une seigneurie avec maison noble, moulin, vignes…. Si l'on ne connaît pas l’implantation exacte de la seigneurie, on peut toutefois imaginer qu’elle se trouvait à l'emplacement du quartier actuel de Maureilhan. Son nom viendrait de Marc Aurèle (Marcus Aureliani, empereur romain de 161 à 180), en liaison avec la villa du IVe siècle ou encore des Maures qui séjournèrent dans la région.
Un certain nombre de textes citant Maureilhan sont parvenus jusqu'à nous : au XIIIe siècle, on[Qui ?] trouve un recensement de la seigneurie dans des actes administratifs destinés au roi d’Angleterre : « affarium de Morelhan in par S.Quirici Marciani » ; Pierre de Bourdenx, damoiseau, y est cité comme ayant rendu « foi et hommage » le 22 octobre 1273. Vers 1480, Lubat d’Aydié, seigneur d’Ognoas, Arthez et Eyres, possède un fief à Maureilhan qu’il vend avec d’autres terres au marchand Dartigoa de Mont de Marsan. Le 8 juin 1495 (acte daté), Jean d’Aydié, seigneur d’Ognoas les rachète pour 13 écus. En 1508, Agnette de Pomiès, dame de Maureillhan, apparait sur un contrat lui reconnaissant des droits sur les revenus de la seigneurie de Rimblès. En 1538, François de Pomiès, seigneur de Rimblès, dénombra « sa noble maison de Maureilhan avec moulin, motte, vignes, verger », etc. En 1676, Pierre de Bartheau, sieur de Maureilhan, dénombra. Son fils, Jean-Marie de Bartheau, sieur de Maureilhan, vendit la seigneurie à Jean Cassaigne, seigneur de Bresquedieu (Saint Vidou), le 14.11.1695. En 1712, sur un acte notarié, on trouve Jacques de Laminsans, seigneur d’Agos de Maureilhan et de Breuilhet. En 1728, une note des Archives de Pau nous apprend que Pierre de Cassaigne, seigneur de Bresquedieu, est seul seigneur direct de la seigneurie de Maureilhan. En 1732, Jean de Lacroix, seigneur de Ravignan, dénombra la maison et le moulin de Maureilhan. En 1746, André de Cassaigne est seigneur de Maureilhan. En 1772, Pierre de Cassaigne, seigneur de Maureilhan et Bresquedieu, est capitaine, commandant le régiment de Provence. Sa sœur a pour nom Marthe Cassaigne de Maureilhan, dame de Bresquedieu.

### Les Hospitaliers
L'ancienne commanderie Saint-Jean d'Angenès ou Engenès appartenait aux hospitaliers de l'ordre de Saint-Jean de Jérusalem. Sa construction daterait au minimum du XIIIe siècle. Elle possédait un hôpital et une chapelle. Elle dépendit de la commanderie d'Argentins avant d'être rattachée vers 1780 à celle de Casteljaloux. Sa chapelle fut ruinée lors des guerres de Religion au XVIe siècle. On en trouve la trace dans plusieurs écrits. Dans un texte sur « Les Commanderies dans le Département des Landes » de l'abbé A. Departon, on peut lire[style à revoir] au chapitre XXV reproduit ici :
« Commanderie d'Angenès : Le Pouillé de 1335 met cette commanderie au nombre des maisons religieuses de l'Archiprêtré du Plan : Domus d'Engeriis, Hospitalis Sancti Joannis. Celui de 1749 la range parmi les bénéfices inconnus ou irréguliers, mais dans le même archiprêtré. Les chevaliers de Saint-Jean possédaient plusieurs seigneuries spirituelles dans le pays de Marsan, entre autres celles de Saint-Jean d'Angenès dont la chapelle de dévotion fut ruinée lors des guerres de Religion, d'Auzac, de Graulous, de Saint-Sylvestre, etc.. Le souvenir de cette maison avec sa chapelle et son hôpital de Saint Jean semble avoir péri à Saint-Cricq de Maurelhan où ils étaient situés. Il en est de même, en bien d'autres lieux, qui avaient des commanderies avec chapelle et hôpital, celui-ci desservi quelquefois par des religieuses hospitalières ».
Une note des Archives de Pau, B. 5913, extraite d'un dénombrement du 29 février 1728, rendu par Pierre de Cassaigne, seigneur de Bresquedieu, nous apprend que : « ce dernier est seul seigneur direct de la seigneurie de Maureilhan, qui contient 233 journaux et demi et 3 lattes… montent les fiefs à 18 H 15 sols et 14-poules ; là-dessus, il prend du seigneur commandeur de Cours 15 sols pour l’hôpital de Saint-Jean d'Angenèz. » Saint-Jean d'Angenès et Graulan (près de Villeneuve de Marsan) avaient appartenu, comme membres, à la commanderie d'Argenteins, et ils en furent distraits vers 1780, pour être unis à celle de Casteljaloux. »

### Époque contemporaine

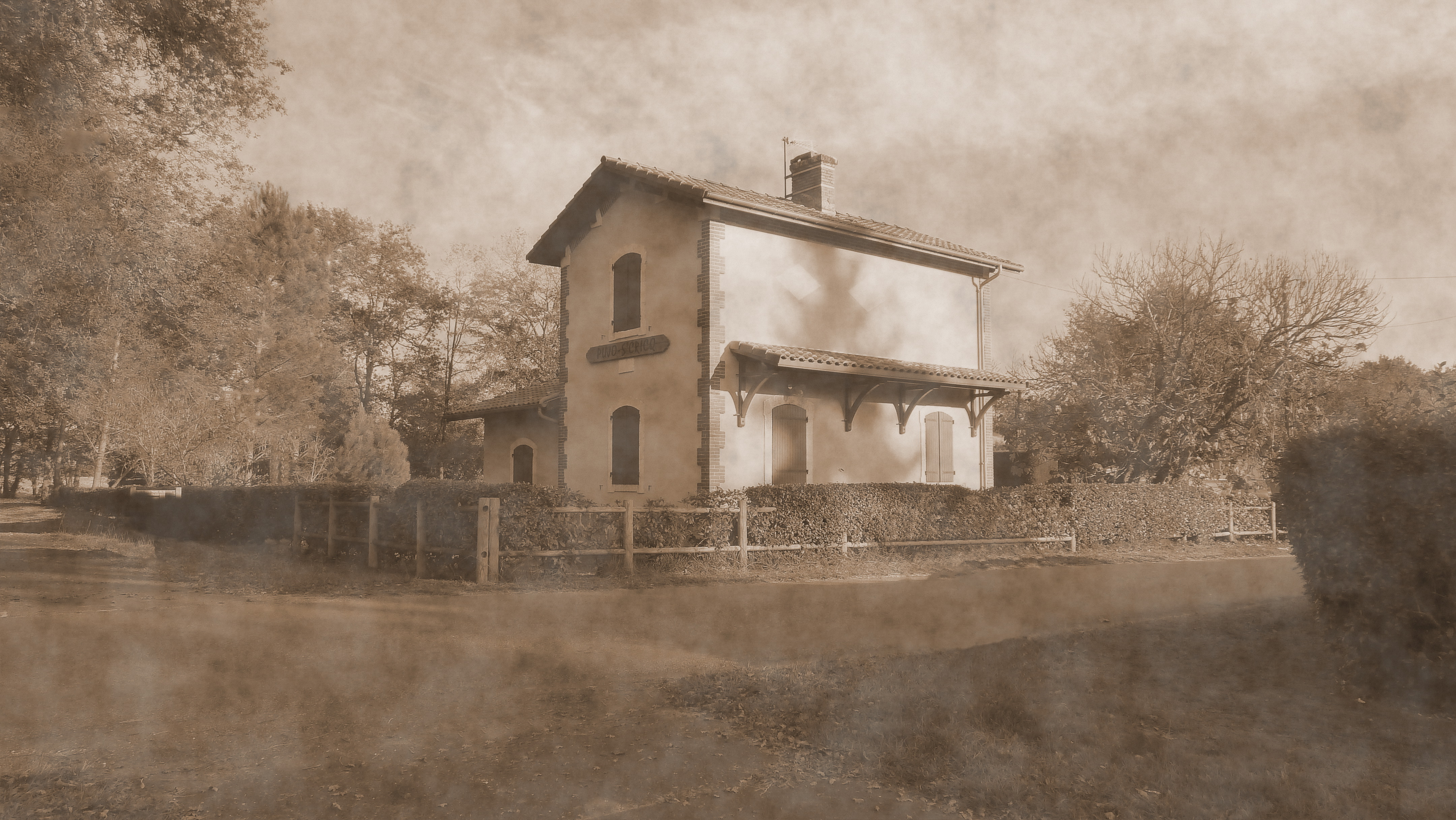
Vue de la Halte Pujo Saint Cricq.

En 1897, le 12 décembre, mise en service de la voie ferrée reliant Mont-de-Marsan à Nérac (Distance 93 km). Une halte est positionnée sur la commune ayant pour nom : « Pujo-Saint Cricq ». Elle sera fermée aux voyageurs, le 2 octobre 1938 et aux marchandises, fin 1969. La voie ferrée, après son démantèlement, a été transformée en piste cyclable « la voie verte du Marsan », sur le même itinéraire.
Dans le village, dans les années 2000, subsistaient quelques traces de maisons anciennes parmi lesquelles, probablement, celle d’un forgeron où l’on trouvait gravés sur une plinthe, des tenailles, un marteau et la date de 1722.

## Politique et administration

### Liste des maires
| Période                                  | Période  | Identité         | Étiquette | Qualité                        |
| ---------------------------------------- | -------- | ---------------- | --------- | ------------------------------ |
| Les données manquantes sont à compléter. |          |                  |           |                                |
|                                          |          |                  |           |                                |
| mars 2001                                | 2008     | Paul Cabe        | RPR/UMP   |                                |
| mars 2008                                | 2020     | Bernard Bop      | UMP/LR    | Inspecteur des impôts retraité |
| mai 2020                                 | En cours | Ghislaine Buclon | SE        |                                |

### Politique environnementale
Dans son palmarès 2024, le Conseil national de villes et villages fleuris de France a attribué une fleur à la commune.

## Démographie
L'évolution du nombre d'habitants est connue à travers les recensements de la population effectués dans la commune depuis 1793. Pour les communes de moins de 10 000 habitants, une enquête de recensement portant sur toute la population est réalisée tous les cinq ans, les populations de référence des années intermédiaires étant quant à elles estimées par interpolation ou extrapolation. Pour la commune, le premier recensement exhaustif entrant dans le cadre du nouveau dispositif a été réalisé en 2004.

En 2022, la commune comptait 464 habitants, en évolution de −4,72 % par rapport à 2016 (Landes : +5,78 %, France hors Mayotte : +2,11 %).
| 1793 | 1800 | 1806 | 1821 | 1831 | 1836 | 1841 | 1846 | 1851 |
| ---- | ---- | ---- | ---- | ---- | ---- | ---- | ---- | ---- |
| 780  | 508  | 629  | 666  | 583  | 600  | 690  | 784  | 698  |

| 1856 | 1861 | 1866 | 1872 | 1876 | 1881 | 1886 | 1891 | 1896 |
| ---- | ---- | ---- | ---- | ---- | ---- | ---- | ---- | ---- |
| 778  | 769  | 747  | 737  | 715  | 683  | 671  | 615  | 583  |

| 1901 | 1906 | 1911 | 1921 | 1926 | 1931 | 1936 | 1946 | 1954 |
| ---- | ---- | ---- | ---- | ---- | ---- | ---- | ---- | ---- |
| 584  | 612  | 583  | 476  | 444  | 411  | 384  | 314  | 331  |

| 1962 | 1968 | 1975 | 1982 | 1990 | 1999 | 2004 | 2006 | 2009 |
| ---- | ---- | ---- | ---- | ---- | ---- | ---- | ---- | ---- |
| 314  | 288  | 290  | 313  | 365  | 406  | 417  | 424  | 439  |

| 2014 | 2019 | 2022 | - | - | - | - | - | - |
| ---- | ---- | ---- | - | - | - | - | - | - |
| 479  | 474  | 464  | - | - | - | - | - | - |

## Culture locale et patrimoine

### Lieux et monuments

#### Vestiges archéologiques

##### La villa gallo-romaine de Saint-Cricq-Villeneuve

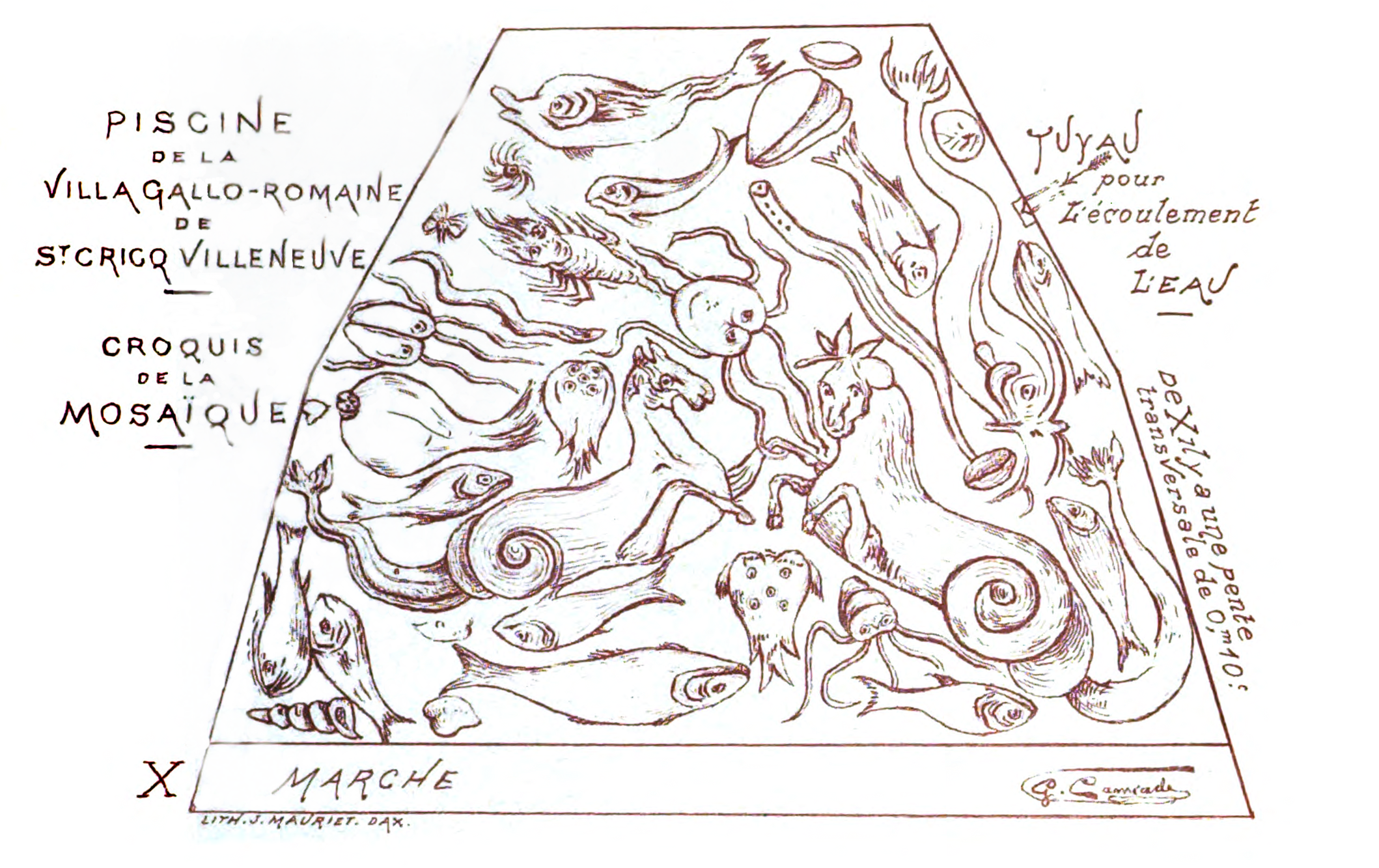
Dessin de la mosaïque de la piscine de la villa gallo-romaine de Saint-Cricq-Villeneuve paru en 1890 dans l'Aquitaine historique et monumentale.

En 1868, M. Faberes, propriétaire de parcelles qui entourent le bourg actuel, découvrit par hasard les vestiges d'une villa gallo-romaine au lieu-dit Glézia, voisine peut-être d'un établissement militaire de l'époque. D'après les spécialistes qui ont étudié ces vestiges, il s'agirait d’une villa proconsulaire élevée sur un territoire occupé par les Romains pendant la conquête de la Gaule.
Établie sur la rive gauche du Midou, c'était une grande villa du Bas-Empire qui daterait au plus tôt du IVe siècle et qui se composait d’un ensemble de pièces et de galeries entourant une cour intérieure, notamment à l'Est et à l'Ouest. La partie Nord a été totalement détruite. Au Nord-Est, en contrebas, une petite construction annexe était destinée à des thermes. À côté des divers vestiges découverts - dallage, plinthe, revêtement mural et morceaux de colonnes en marbre blanc, tuiles à rebord et tuiles creuses, débris de verre et de céramique - ce sont les mosaïques qui constituaient la richesse majeure de la villa, et les divers comptes rendus de fouilles se sont principalement portés sur elles. Une scène se compose de plusieurs personnages entourant un Dionysos nimbé, couronné de pampres, les jambes croisées et tenant à la main un thyrse orné de grappes et de feuilles de vigne.
Une autre mosaïque présente dans une piscine à six pans, un décor de faune marine avec au centre un cheval et un taureau marins affrontés. Autour figurent des dauphins, anguilles, murènes, pieuvres, etc. Sur une troisième apparaissent un tigre, une chèvre et une tête d'enfant. Une autre enfin est ornée de méandres, entrelacs et torsades avec une croix grecque évidée.
Lors des premières fouilles de 1868, on constata que certaines mosaïques avaient été mutilées légèrement, vraisemblablement par les Wisigoths, plus chastes que les Novempopulaniens. Ils pratiquaient l'Arianisme, une doctrine chrétienne qui fut taxée d'hérésie par la suite. La Villa a pu être un temps occupée par ceux-ci, car ils citèrent une villa des bords du Midou dans la topographie d’Eladabald résumée par l'anonyme de Ravenne.
La disparition de la villa vers le VIIIe siècle est, peut-être, liée aux attaques menées par les Vascons, mais aussi les Maures ou les Normands qui firent des incursions dans la région. Une fouille de sauvetage sera réalisée en 1976, sous la direction d'Hervé Rivière et Elisabeth Monturet, par des bénévoles de la Base aérienne 118 de Mont-de-Marsan, permettant de retrouver des traces d’un pavement de grande dimension, d’une mosaïque polychrome et de localiser les traces de l'établissement des thermes en contrebas.
Cependant, rien ne subsistait des mosaïques si bien décrites au XIXe siècle ; elles avaient été pillées ou dispersées. Pourtant, par l'intérêt qu’elles représentaient, les mosaïques découvertes dans cette villa gallo-romaine étaient parmi les plus remarquables de la région.
Plusieurs articles ont été publiés, en particulier sous la plume du Dr Sorbets, de J. Quicherat, du R.P. Labat, de E. Dufourcet, C.Lacoste, A.S Lugat, E. Monturet et H. Rivière.

##### Les mosaïques de Saint-Cricq - Villeneuve; extraits choisis
Elles firent surnommer la commune « la Pompéi landaise », puisqu'à Saint-Cricq-Villeneuve, on a trouvé des piscines « romaines », dont les bassins étaient pavés de mosaïques, représentant des poissons ; le plus léger mouvement de l'eau, agitée par le vent, donnait à ces poissons l'aspect de la vie ; ils semblaient remuer en même temps que l'eau, de sorte qu'ils paraissaient vivants lorsque l’on avait les yeux fixés sur le bassin.
L'affluence fut telle, que le propriétaire du terrain jugea que la curiosité publique pouvait lui être d'un bon rapport. Il établit une enceinte de planches avec un petit bureau à la porte. Il fallait payer 1 franc, 50 centimes ou 25 centimes par tête, selon la condition des personnes, pour voir les mosaïques.

##### Trésor sur la commune de Pujo
A Larrauguet situé à 300 m de la limite sud de la commune de Saint-Cricq-Villeneuve, un trésor a été découvert. Il s’agit de 12 000 pièces de monnaie du type antoninien. Ce sont des pièces d’argent valant deux deniers dont la création remonte à l’empereur Caracalla.
Il s'agit de différentes pièces frappées sous divers empereurs allant de Gallien (253-268) à Victorin (269-271). Selon l'étude menée, le trésor a pu être constitué à partir de 275 après J.-C. La proximité de la villa gallo-romaine dont on a estimé la construction vers l'an 300 a vraisemblablement un rapport.

#### Édifices et sites

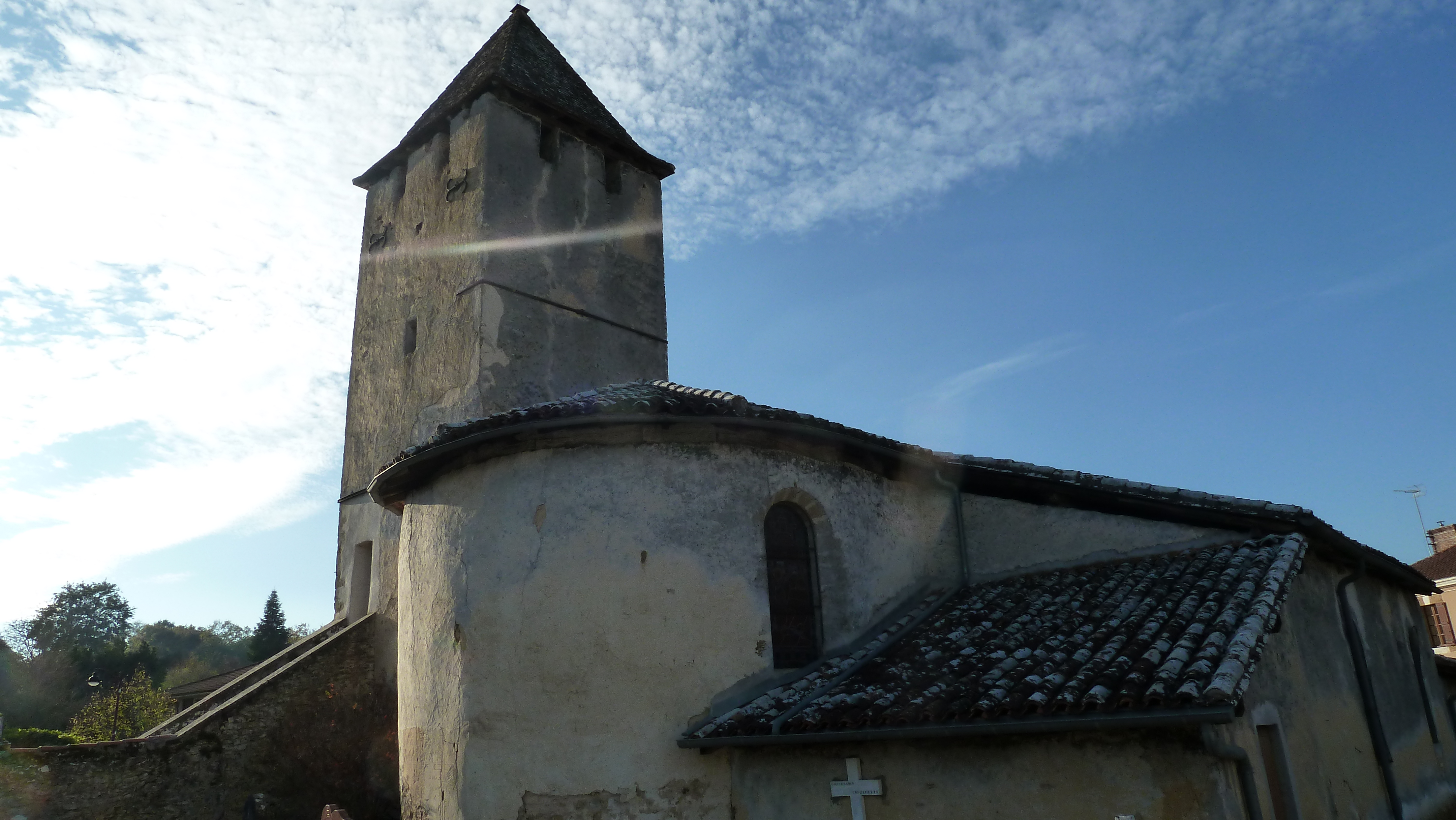
L'église vue côté cimetière.

- Église Saint-Cyr de Saint-Cricq-Villeneuve
  - L'église de Saint-Cricq, a été construite vers le XIe siècle, sur l'emplacement d'un lieu de culte plus modeste datant du VIe siècle. Elle est de type roman et fut bâtie en partie avec des matériaux provenant de la villa gallo-romaine de Glézia. Elle est également l'une des plus anciennes des Landes.
  - L'église de Saint-Cricq est de type roman. Elle fut construite vers le XIe siècle et a pour saint patron saint Cyr, autre façon de nommer le saint qui a donné son nom au village. Auparavant, elle fut à son origine au VIe siècle très modeste, construite en partie avec des matériaux provenant de la villa de Glézia. Le donjon daterait lui aussi du XIe siècle. L'église fut agrandie une première fois pendant le Moyen Âge et la partie supérieure de la tour fut couronnée de créneaux avec un chemin de ronde et coiffée d'un toit pyramidal[63],[64].
  - L'église servit à la fois de lieu de culte et de refuge pour les paroissiens qui l’utilisèrent comme endroit défensif en cas d'attaques ennemies, notamment pendant la guerre de Cent Ans. Deux collatéraux seront ajoutés à la nef, aux XVe et XIXe siècles, porche et mobilier sont aussi du XIXe siècle.

### Galerie

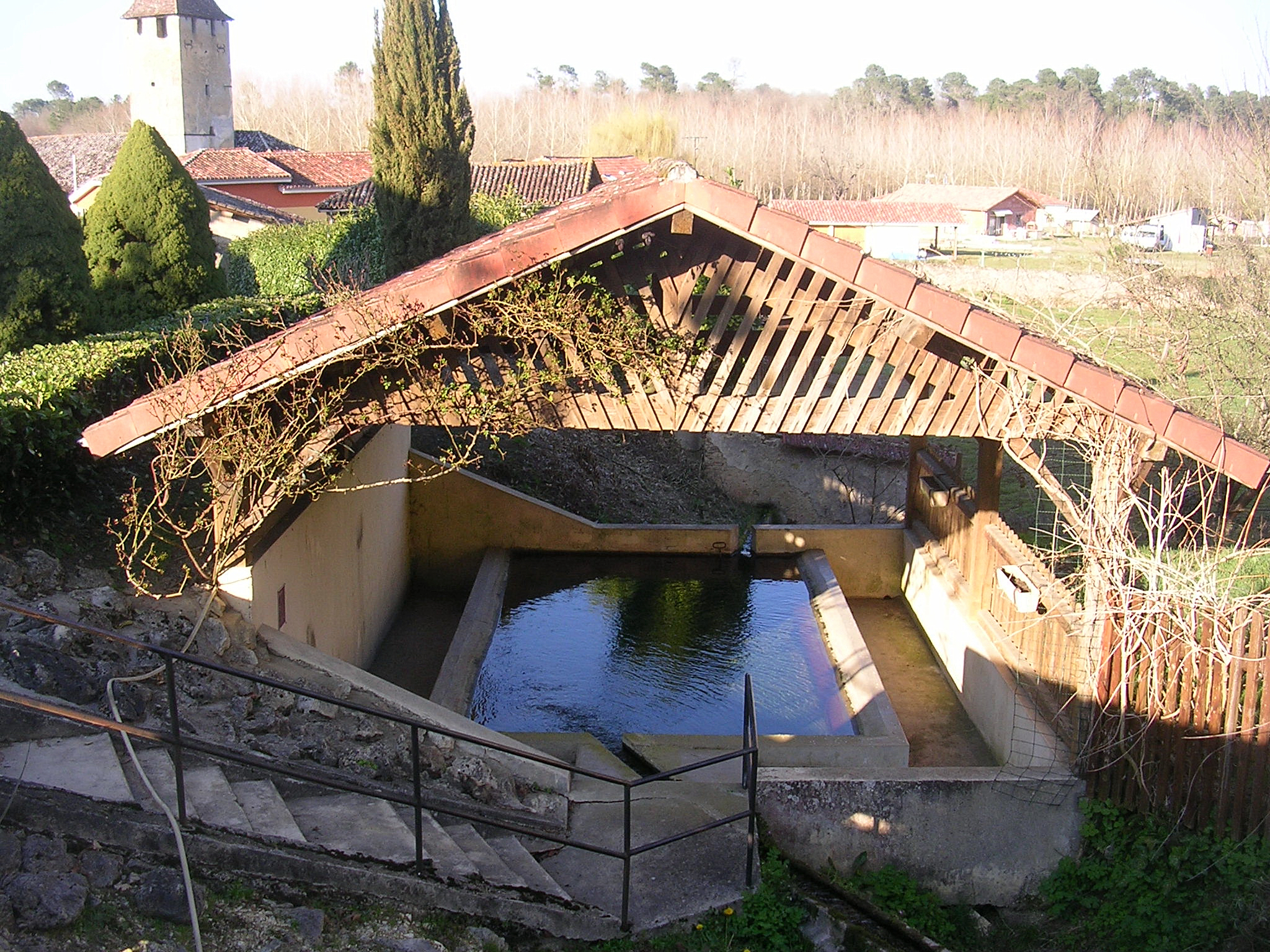
Le lavoir.

### Personnalités liées à la commune
- Georges Destenave (1854,-1928) général et explorateur français, officier de la Coloniale, il fit partie de l’expédition du commandant Lamy chargée d’organiser la pénétration française au Sahara. Il contribua ensuite, de 1900 à 1908, à la pacification du Tchad et à la délimitation des frontières de cet état africain qui devint une colonie française. Il a cartographié le Tchad.

### Héraldique
| Blason de Saint-Cricq-Villeneuve | Blason  | Tiercé en pairle renversé : au 1er de sinople à un pin maritime coupé d'or, au 2e de gueules à une couronne de laurier d'or, au 3e d'argent à la fasce ondée et abaissée d'azur surmontée d'un sanglier de sable défendu d'or.                                                                                       |
| Blason de Saint-Cricq-Villeneuve | Détails | Le pin rappelle que la commune se situe dans la forêt des Landes, la couronne de laurier symbolise la villa gallo-romaine trouvée sur la commune, la fasce ondée évoque le Midou qui arrose la commune, enfin, le sanglier est l'attribut de saint Cyr (ou Cricq), patron de la paroisse. Adopté le 4 novembre 2021. |